# HISWA

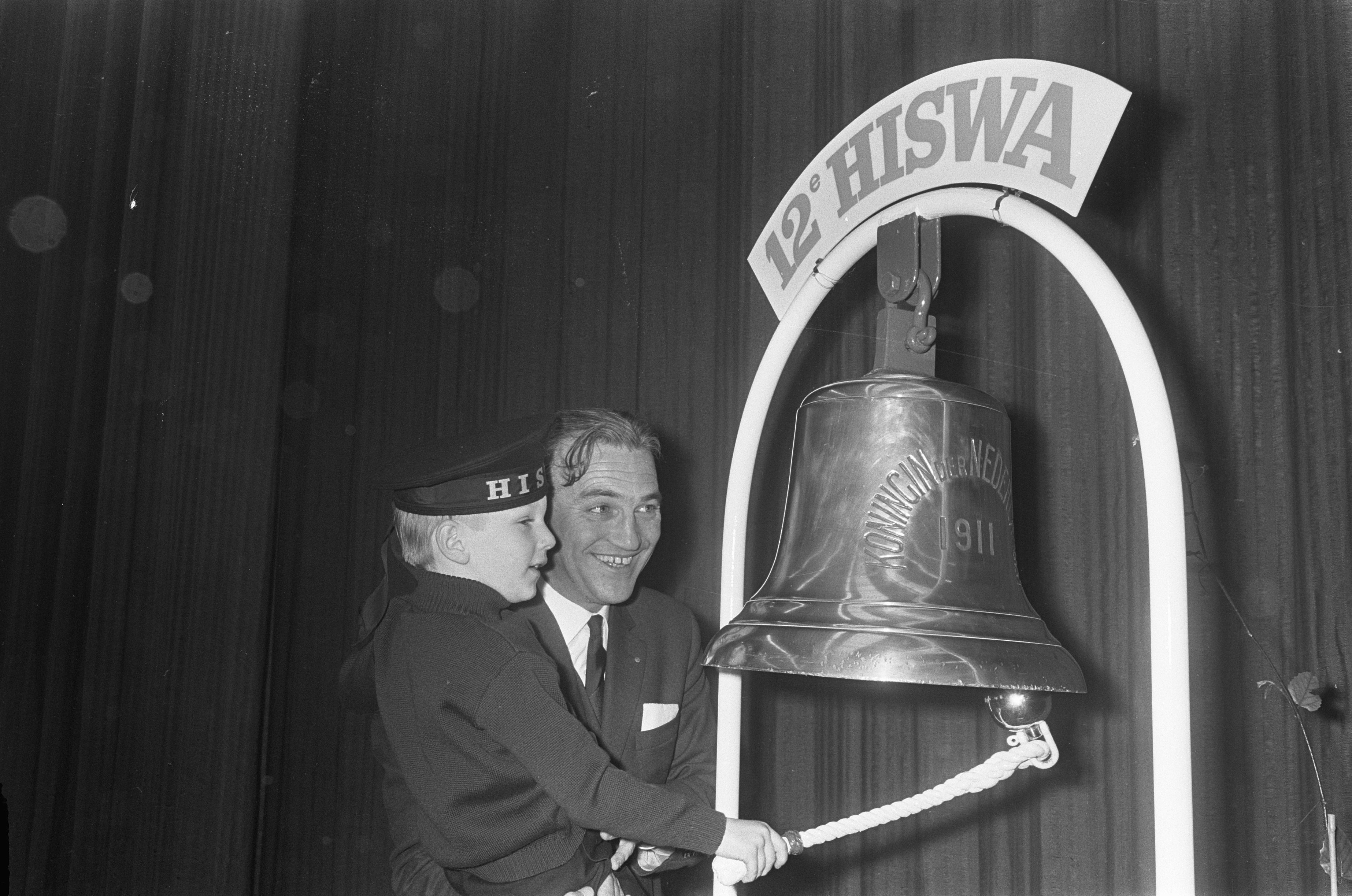
Opening van de HISWA 1967

De HISWA, sinds 2020 HISWA-RECRON, is een brancheorganisatie voor watersportbedrijven. HISWA is bekend van de gelijknamige consumentenbeurzen voor de watersport. Dat zijn de HISWA Amsterdam Boat Show in RAI Amsterdam en de HISWA te water, de laatste jaren in Lelystad. Op de beurzen zijn vele plezierboten te zien, van grote en luxueuze jachten en zeilboten tot eenpersoons kano's en rubberbootjes. Naast boten en accessoires zijn ook alle andere aspecten van de watersport te zien. Vanaf 1933 vond de HISWA Amsterdam Boat Show plaats in Amsterdam.

## Geschiedenis HISWA

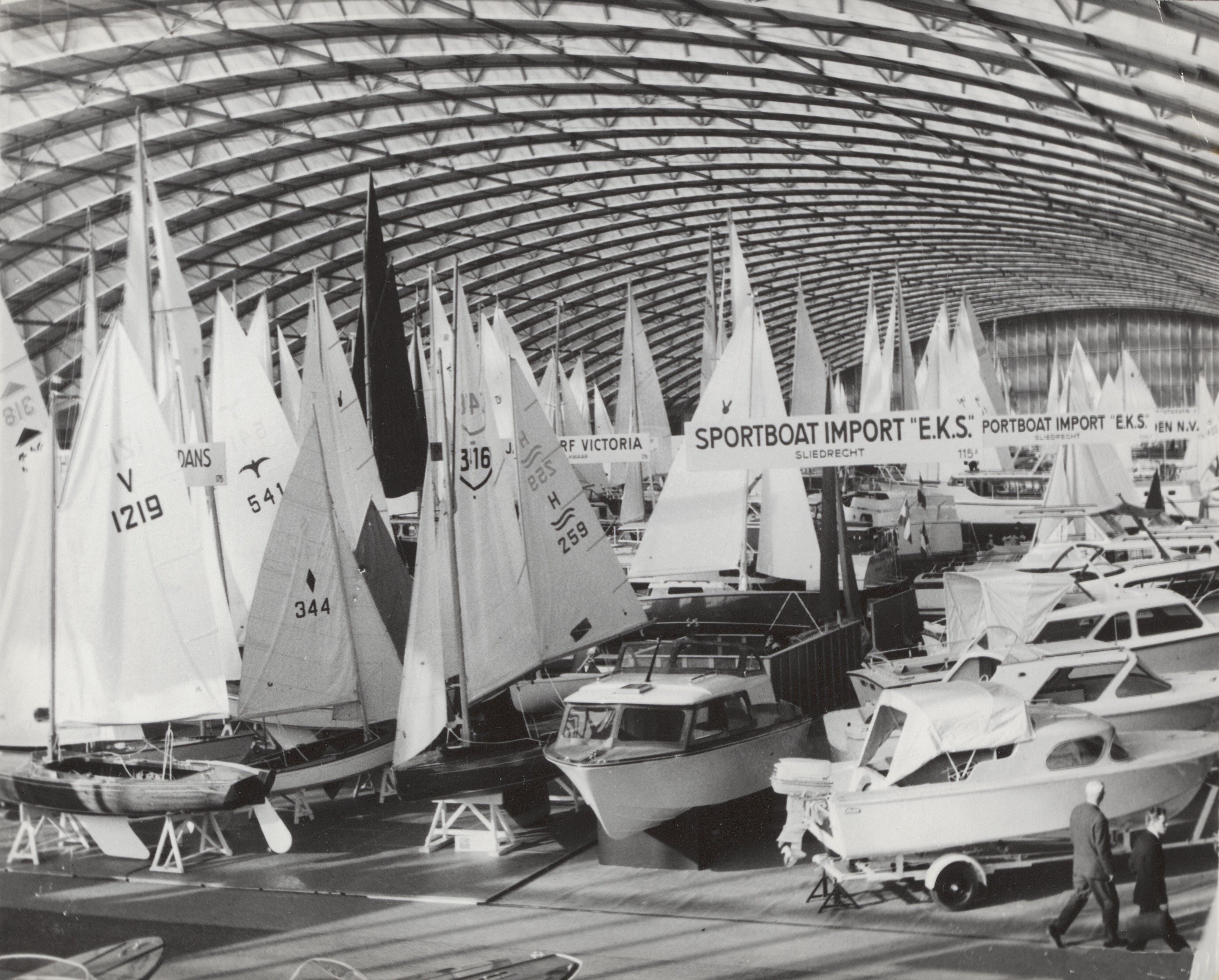
10e HISWA editie in de RAI (1963)

Op 16 april 1932 richtten een aantal bootbouwers en handelaren, waaronder H.W. de Voogt, S. Joosten, G. de Vries Lentsch jr. en Carl Denig, de "Nederlandsche Vereeniging voor Handel en Industrie op het Gebied van Scheepsbouw en Watersport" op. De belangenvereniging had als voornaamste doel het periodiek houden van tentoonstellingen. In 1933 organiseerde de vereniging de eerste HISWA-tentoonstelling. Deze vond plaats in de RAI aan de Ferdinand Bolstraat in Amsterdam. Vanaf 1935 nam de beurs haar intrek in het Apollo-gebouw en in 1962 volgde de verhuizing naar het nieuwe RAI-complex aan het Europaplein. Dit is sindsdien het vaste onderkomen van de tentoonstelling, die in het voorjaar gehouden wordt. In de afgelopen decennia vond de HISWA niet ieder jaar plaats. Ingegeven door economische omstandigheden, werd er af en toe een editie overgeslagen.
In de jaren tachtig kwam de vereniging steeds meer in een spagaat te zitten waar het de organisatie en promotie van de HISWA-tentoonstelling en de belangenbehartiging van al haar leden betreft. Daarom besloot de vereniging de organisatie en exploitatie van de HISWA-beurs in 1987 over te dragen aan de RAI Amsterdam. Van 2002 tot 2008 werd gewerkt in 'joint venture' als samenwerkingsverband, HISWA RAI multimedia bv. Op 1 januari 2008 werd dit samenwerkingsverband ontbonden en sindsdien neemt Amsterdam RAI de organisatie en exploitatie van de HISWA-beurs in het voorjaar voor zijn rekening. HISWA Multimedia BV organiseert sinds 1 januari 2008 de HISWA te water. Sinds 2018 wordt de HISWA te water georganiseerd in de Bataviahaven van Lelystad.
In 2020 maakte RAI Amsterdam bekend te stoppen met de organisatie van de HISWA-beurs. In maart van datzelfde jaar vond de 65e en laatste editie plaats.

## Vereniging
HISWA Vereniging was de overkoepelende belangenorganisatie van alle bedrijfssoorten in de watersport. De watersportindustrie is een gevarieerde bedrijfstak: van jachtbouw, toelevering, handel, import, reparatie en onderhoud, stalling, verhuur, makelaardij, ontwerp tot expertise.
De activiteiten van HISWA Vereniging hadden een tweeledig doel: ondersteuning van haar leden bij hun bedrijfsvoering en collectieve belangenbehartiging met het oog op een gezond werkklimaat voor de sector. 
In 2020 fuseerde HISWA Vereniging met RECRON, de brancheorganisatie voor recreatie. De organisatie ging verder onder de naam HISWA-RECRON, de ondernemersorganisatie voor watersport en recreatie. HISWA-RECRON is gevestigd in Leusden.
De organisatie praat mee over internationale, Europese en nationale watersportdossiers als de Wet pleziervaartuigen, de zwemwaterrichtlijn en de Kaderrichtlijn Water. Op regionaal niveau voert HISWA-RECRON een lobby ten aanzien van onderwerpen als baggerplannen, nautische infrastructuur, watersportpromotie, bestemmingsplannen en watertoeristenbelasting.

## HISWA te water

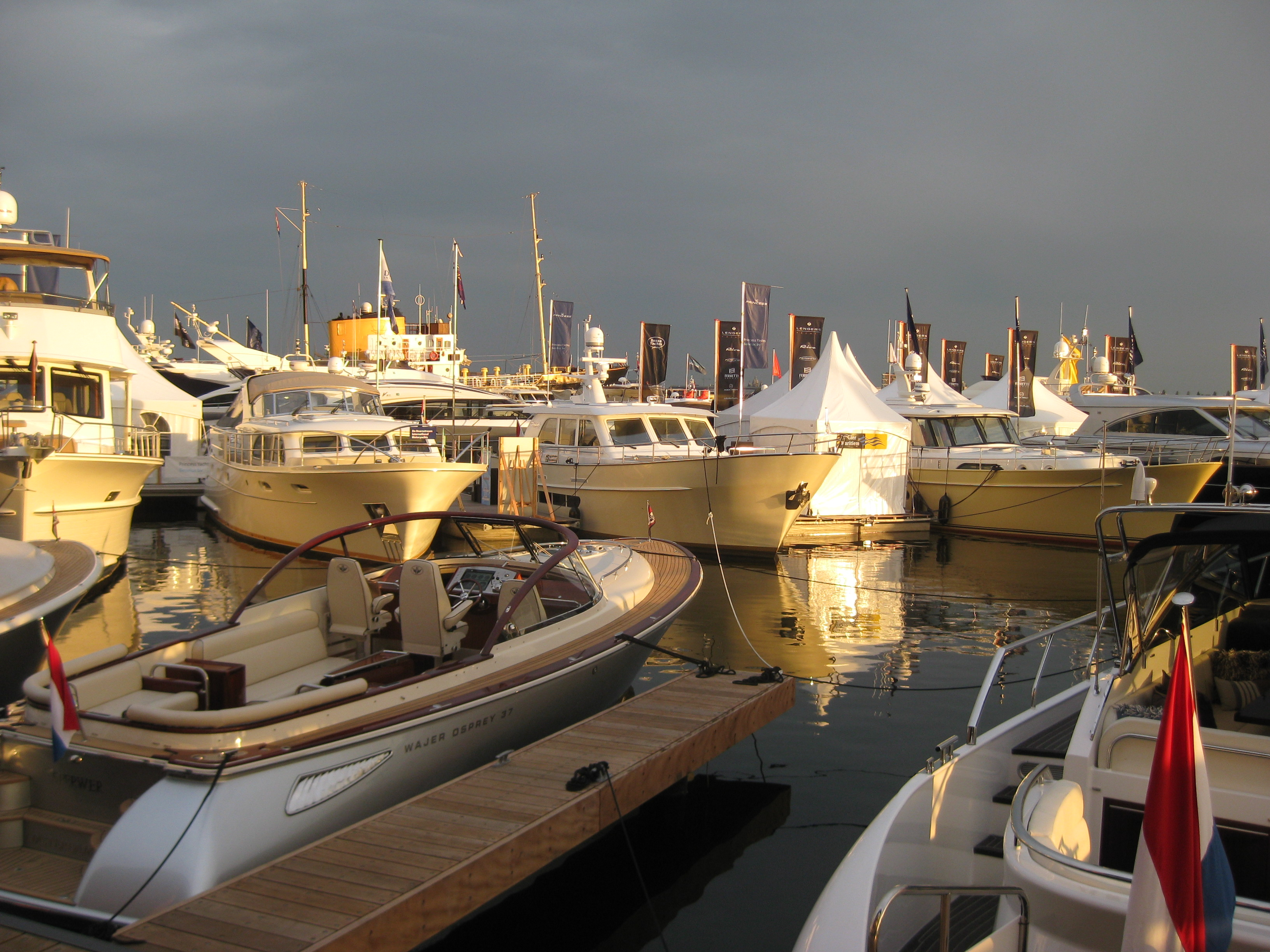
HISWA te water 2013

De HISWA te water is een bootshow op het water die sinds 1978 ieder jaar buiten plaatsvindt in de eerste week van september. Aanvankelijk was dit in jachthaven Seaport Marina IJmuiden. Van 2012 tot 2017 werd de bootshow bij de NDSM-werf in Amsterdam-Noord gehouden. Sinds 2018 vindt het evenement plaats in de Bataviahaven in Lelystad.
Op de HISWA te water liggen ruim 300 boten in lengte variërend van 7 tot 30 meter. Op de kade treft de bezoeker exposanten van watersportartikelen aan. In en op het water vinden tal van activiteiten plaats voor jong en oud. Deze beurs is de grootste bootshow op het water in de Benelux. Fabrikanten van jachten maken van de beurs gebruik om hun modellen te tonen.

## HISWA Boot van het jaar

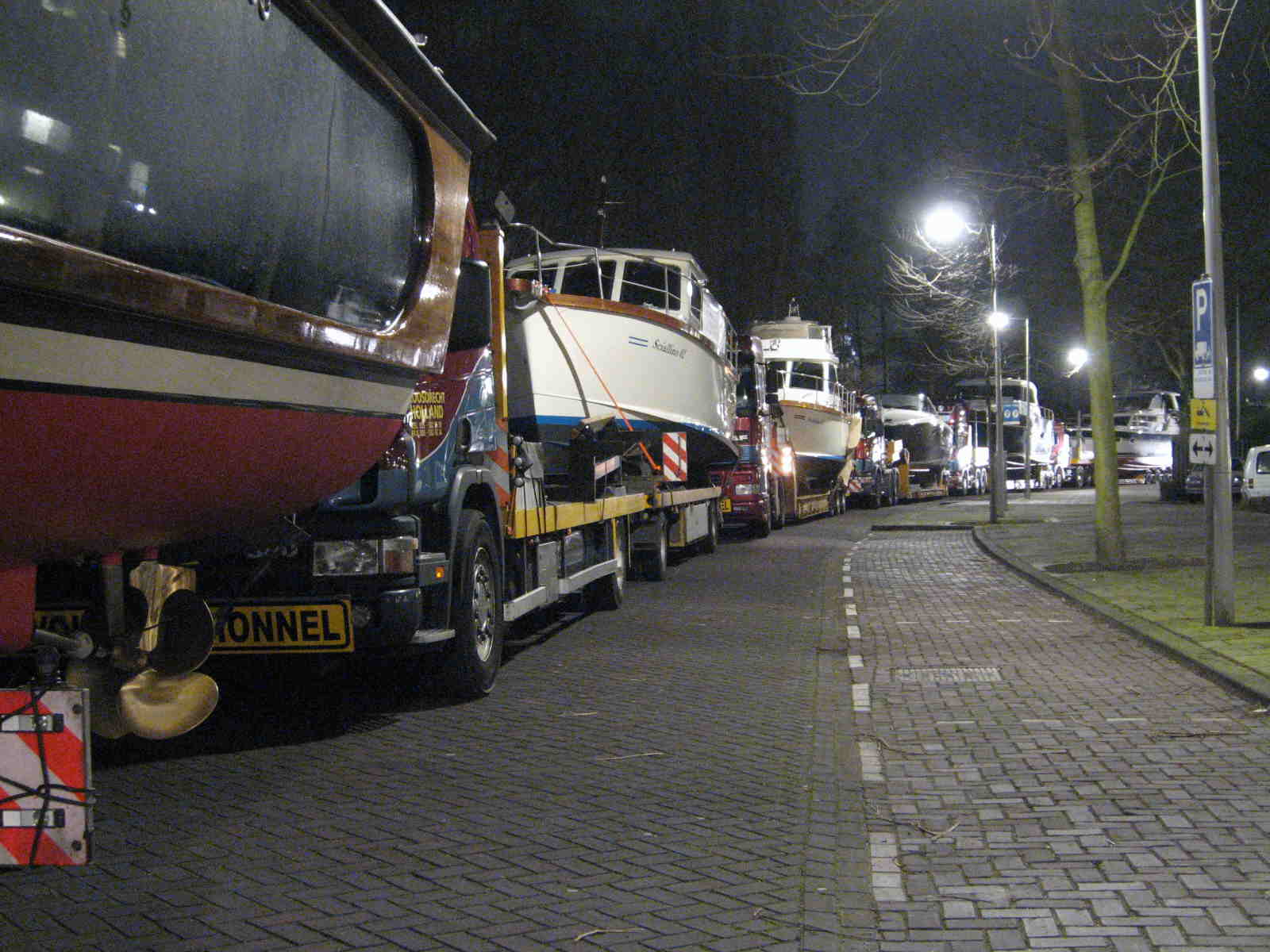
HISWA-botenparade op weg naar de RAI

Jaarlijks wordt er op de HISWA in de RAI een "HISWA Boot van het Jaar" gekozen. Dit wordt gedaan in twee categorieën, te weten zeilboten en motorboten.
- 2016 - het zeiljacht Hanse 315 en de motorboot Aluqa Abalone 28
- 2015 - het zeiljacht Saffier Se 33 en de motorboot Korvet 14 CLR
- 2014 - het zeiljacht Essence 33 en de motorboot Interboat NEO 7.0
- 2013 - de motorboot Ned 70 en het zeiljacht Nacra 17
- 2012 - de motorboot De Bruijs Coaster 1400 en het zeiljachtXp-44
- 2011 - de motorboot Jeanneau NC 11 en het zeiljachtSaffier 23
- 2010 - de motorboot Greenline 33 Hybrid (geen zeiljacht gekozen)
- 2009 - de motorboot Vivante 43 Cabrio Cruiser (geen zeiljacht gekozen)
- 2008 - het zeiljacht Sunbeam 34 en het motorboot Fjord 40 Open
- 2007 - het zeiljacht Saffier 32 en de motorboot Kuster A-42
- 2006 - het zeiljacht Standfast 43 en de motorboot Wajer Osprey 37
- 2005 - het zeiljacht C-Yacht 12.50 en de motorboot Mochi 51 Dolphin
- 2004 - de open zeiljacht G2 en de motorboot Boorncruiser 35 Classic Line OC
- 2003 - het zeiljacht MaxFun 35 en de motorboot ONJ Loodsboot 1020